# Gadziogłówkowate
Gadziogłówkowate (Gomphidae) – rodzina owadów z rzędu ważek należąca do podrzędu ważek różnoskrzydłych (Anisoptera). Występują na wszystkich kontynentach poza Antarktydą. Ich nazwa wzięła się od kształtu ich głowy przypominającej głowę gadów. W ubarwieniu dominuje zieleń, żółć i czerń.

## Systematyka
Do gadziogłówkowatych zaliczane są podrodziny:
- Gomphinae
- Gomphoidinae
- Hageniinae
- Lindeniinae
- Octogomphinae
- Onychogomphinae

Do rodziny Gomphidae zaliczono ponad 1000 gatunków zgrupowanych w 101 rodzajach. Rodzajem typowym rodziny jest Gomphus.
Do gadziogłówkowatych zaliczane są następujące rodzaje:

- Acrogomphus
- Agriogomphus
- Amphigomphus
- Anisogomphus
- Anormogomphus
- Antipodogomphus
- Aphylla
- Archaeogomphus
- Arigomphus
- Armagomphus
- Asahinagomphus
- Asiagomphus
- Austroepigomphus
- Austrogomphus
- Borneogomphus
- Brasiliogomphus
- Burmagomphus
- Cacoides
- Ceratogomphus
- Cornigomphus
- Crenigomphus
- Cyanogomphus
- Cyclogomphus
- Davidioides
- Davidius
- Desmogomphus
- Diaphlebia
- Diastatomma
- Dromogomphus
- Dubitogomphus
- Ebegomphus
- Eogomphus
- Epigomphus
- Erpetogomphus
- Euthygomphus
- Fukienogomphus
- Gastrogomphus
- Gomphidia
- Gomphidictinus
- Gomphoides
- Gomphurus
- Gomphus
- Hagenius
- Heliogomphus
- Hemigomphus
- Hylogomphus
- Ictinogomphus
- Idiogomphoides
- Isomma
- Labrogomphus
- Lamelligomphus
- Lanthus
- Leptogomphus
- Lestinogomphus
- Libyogomphus
- Lindenia
- Macrogomphus
- Mastigogomphus
- Mattigomphus
- Megalogomphus
- Melanocacus
- Melligomphus
- Merogomphus
- Microgomphus
- Neogomphus
- Nepogomphoides
- Nepogomphus
- Neurogomphus
- Nihonogomphus
- Notogomphus
- Nychogomphus
- Octogomphus
- Odontogomphus
- Onychogomphus
- Ophiogomphus
- Orientogomphus
- Paragomphus
- Perigomphus
- Perissogomphus
- Peruviogomphus
- Phaenandrogomphus
- Phanogomphus
- Phyllocycla
- Phyllogomphoides
- Phyllogomphus
- Platygomphus
- Praeviogomphus
- Progomphus
- Scalmogomphus
- Shaogomphus
- Sieboldius
- Sinictinogomphus
- Sinogomphus
- Stenogomphurus
- Stylogomphus
- Stylurus
- Tibiagomphus
- Tragogomphus
- Trigomphus
- Zephyrogomphus
- Zonophora

## Gadziogłówkowate Polski
W Polsce rodzina reprezentowana jest przez cztery gatunki:
- gadziogłówka pospolita (Gomphus vulgatissimus)
- gadziogłówka żółtonoga (Gomphus flavipes)
- trzepla zielona (Ophiogomphus cecilia)
- smaglec mniejszy (Onychogomphus forcipatus)

Występujące w Polsce Gomphidae są związane z wodami płynącymi. Niektóre z nich rozwijają się w dużych zbiornikach wód stojących.